# مهدی خیری
مهدی خیری  (زاده ۲۲ بهمن ۱۳۶۱ - بابل) یک بازیکن بازنشسته فوتبال اهل ایران است.